# احکام غذایی اسلام

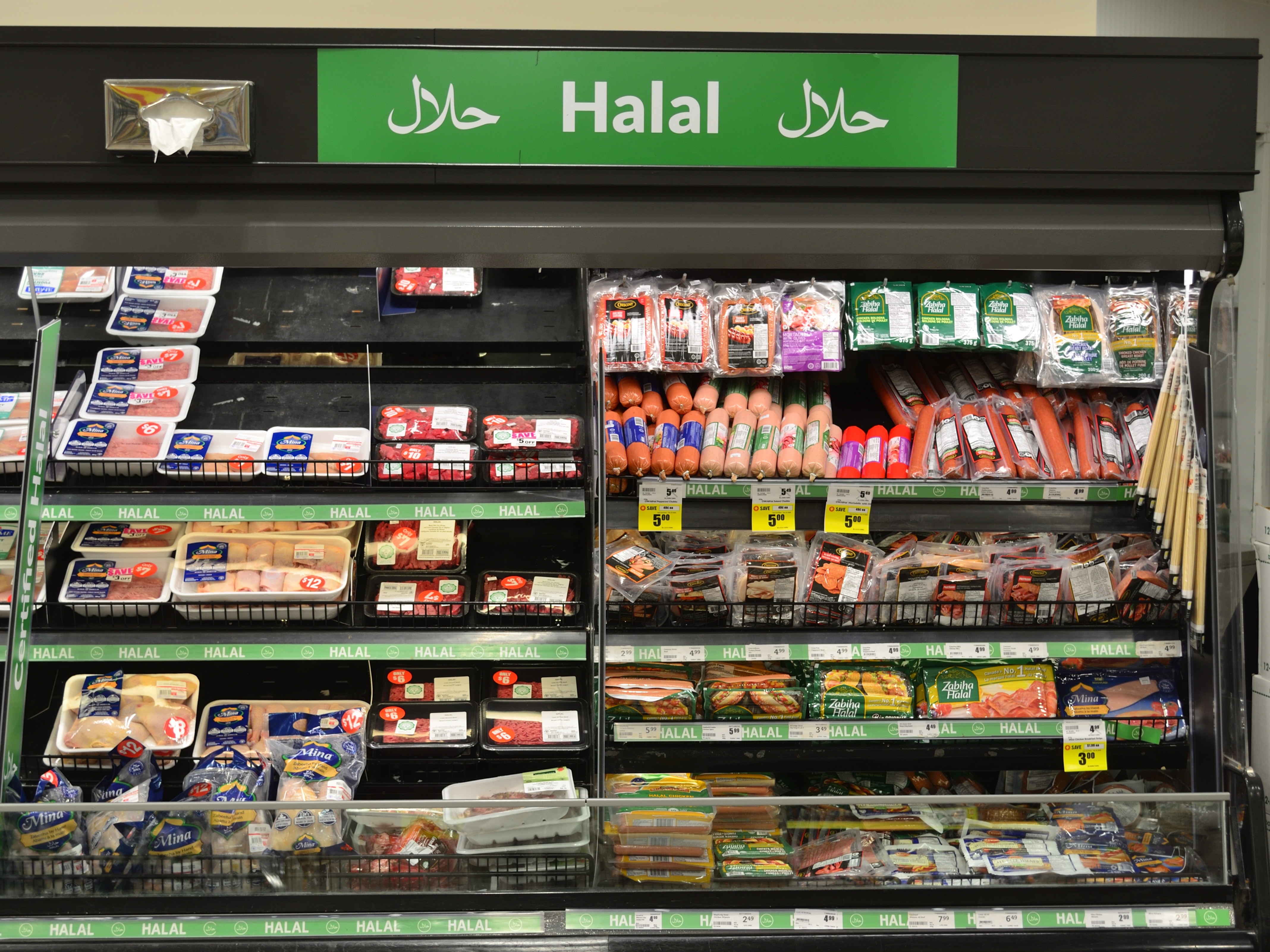
غرفه گوشت حلال

رژیم غذایی در اسلام، مانند مذهب یهود و آئین هندو، مبنایی مذهبی دارد و وسیله‌ای برای تقدس بخشیدن به زندگی روزمره محسوب می‌شود. قوانین مربوط به رژیم غذایی در اسلام؛ به معنی اجتناب از خوردن محرمات و عدم پرهیز از خوردن طیبات است. مسلمانان، حیوانات به خصوصی مانند گاو و گوسفند را می‌خورند. انواع دام‌ها و ماهی نیز حلال شمرده شده‌اند.

## رژیم غذایی در قرآن
قرآن، اصل تمایز میان گوشت‌های پاک و ناپاک و حلال و حرام که بنی‌اسرائیل به آن قائل بودند، پذیرفته است:

 آنچه از روزی که خدا برای شما فرود آورده، چرا بخشی از آن را حرام و بخشی دیگر را حلال گردانیده‌اید؛ آیا خدا به شما اجازه داده یا بر خدا دروغ می‌بندید؟
در قرآن آمده است:

 بخورید و بیاشامید، بی آن‌که زیاده‌روی کنید.
همچنین آمده است:

 خوراک‌های پاکیزه را چه کسی حرام گردانیده؟... بگو پروردگار من تنها زشت‌کاری‌ها را، چه آشکار باشد و چه پنهان، و گناه و ستم را حرام گردانیده است.
در قرآن به خوردن چیزهای خوب و پاک توصیه شده است:

 از نعمت‌های پاکیزه‌ای که روزی شما کرده‌ایم، بخورید و چون تنها او را می‌پرستید، به نزدیک او سپاسگزاری کنید.

## محرمات غذایی

### مسکرات( از بین برنده‌های قدرت اختیار و تفکر)
در اسلام هر نوع مسکرات به‌طور کلی در قرآن به وسیله تحریم تمهیدی در آیات مختلف در جاهای مختلف در طول سالیان ممنوع شده است. اولین بار قرآن با آیه ۶۷ سوره نحل مقدمه‌چینی را برای شروع ممنوع کردن مشروبات الکلی شروع کرد:
| آیه ۶۷ سوره نحل                                                                    | ترجمه فارسی |
| ---------------------------------------------------------------------------------- | --- |
| وَ مِنْ ثَمَراتِ النَّخيلِ وَ الْأَعْنابِ تَتَّخِذُونَ مِنْهُ سَكَراً وَ رِزْقاً حَسَناً إِنَّ في ذلِكَ لَآيَةً لِقَوْمٍ يَعْقِلُونَ | و از میوه‌هاى درختان خرما و انگور، مسکرات [ناپاک] و روزى خوب و پاکیزه مى‌گیرید؛ در این، نشانه روشنى است براى گروهى که مي‌اندیشند. |

سپس دومین گام برای تحریم مشروبات الکلی و سایر مسکرات یعنی آیه ۴۳ سوره نساء بعد از مدتی نازل می‌شود که تقریباً به نوعی محتوایی هشدارگونه و جدی دارد:
| آیه ۴۳ سوره نساء                                                          | ترجمه فارسی |
| ------------------------------------------------------------------------- | --- |
| يا أَيُّهَا الَّذينَ آمَنُوا لا تَقْرَبُوا الصَّلاةَ وَ أَنْتُمْ سُكارى حَتَّى تَعْلَمُوا ما تَقُولُونَ... | اى كسانى كه ايمان آورده‌ايد! در‌حال مستى(یا خواب‌ آلودگی)به نماز [و جماعت در مسجد] نزديك نشويد، تا بدانيد چه مى‌گوييد... |

سپس در سومین گام از روند تحریم مسکرات، آیه ۲۱۹ سوره بقره نازل می‌شود و می‌گوید مشروبات الکلی هم منافع( مانند خرید و فروش) و هم معایبی دارد ولی بدی آن از خوبی‌ آن بیشتر است:
| آیه ۲۱۹ سوره بقره                                                                 | ترجمه فارسی |
| --------------------------------------------------------------------------------- | --- |
| يَسْئَلُونَكَ عَنِ الْخَمْرِ وَ الْمَيْسِرِ قُلْ فيهِما إِثْمٌ كَبيرٌ وَ مَنافِعُ لِلنَّاسِ وَ إِثْمُهُما أَكْبَرُ مِنْ نَفْعِهِما | درباره‌ي شراب و قمار از تو سؤال مى‌کنند، بگو: «در آن دو، گناه و ضرر بزرگى است؛ ‌و منافعى [از نظر مادى] براى مردم دارد؛ ‌ولى گناه و ضررشان آن‌ها از نفعشان بیشتر است». |

بعد از مدتی آخرین گام برای تحریم مشروبات الکلی و سایر مست کننده‌ها برداشته شد و آیه ۹١و۹۰ سوره مائده نازل شد که شراب را از کارها و وسایل شیطان می‌دانست که با آن بین مسلمانان دشمنی و اختلاف ایجاد می‌کرد و آنها را از یاد خدا و نماز بازمی‌داشت:
| آیه ۹١و۹۰ سوره مائده | ترجمه فارسی |
| --- | --- |
| يا أَيُّهَا الَّذينَ آمَنُوا إِنَّمَا الْخَمْرُ وَ الْمَيْسِرُ وَ الْأَنْصابُ وَ الْأَزْلامُ رِجْسٌ مِنْ عَمَلِ الشَّيْطانِ فَاجْتَنِبُوهُ لَعَلَّكُمْ تُفْلِحُونَ(۹۰) إِنَّمَا يُرِيدُ الشَّيْطَانُ أَن يُوقِعَ بَيْنَكُمُ الْعَدَاوَةَ وَ الْبَغْضَاءَ في الخَمْرِ وَ الْمَيْسرِِ وَ يَصُدَّكُمْ عَن ذِكْرِ اللهِ وَ عَنِ الصَّلَوةِ فَهَلْ أَنتُم مُّنتهَُون(۹١) | اى كسانى‌ كه ايمان آورده‌ايد! شراب و قمار و بتها و ازلام (نوعى بخت آزمايى)، پليد و از عمل شيطان است، از آن دورى ‌كنيد تا رستگار شويد.(۹۰) شيطان مى‌‌خواهد به‌وسيله‌ی شراب و قمار، در ميان شما عداوت و كينه ايجاد‌ كند، و شما را از ياد خدا و از نماز باز‌دارد. آيا [با اين همه زيان و فساد، و با اين نهى اكيد]، خوددارى خواهيد ‌كرد؟(۹١) |

### خون
بنا بر آیه ۳ سوره مائده خون حرام است:
بر شما حرام شد (خوردن) مردار و خون و گوشت خوک و آنچه (در وقت کشتن) نام غیر خدا بر آن برده شده و حیوان خفه شده و به وسیله زدن مرده، و از بلندی پرت شده و مرده و به شاخ حیوان دیگری مرده و آنچه درنده آن را کشته و از آن خورده، مگر آنچه را (از موارد فوق که قابل تذکیه بوده) تذکیه کرده‌اید و همچنین آنچه بر روی سنگ مقدّس (یا برای بت‌ها) سر بریده شده، و (نیز حرام شد) قسمت کردن (گوشت حیوانی) با تیرهای قمار، که همه این اعمال فسق است، امروز کسانی که کفر ورزیده‌اند از (ابطال و ازاله) دین شما مأیوس گشته‌اند، پس از آن‌ها مترسید و از من بترسید. امروز دین شما را برایتان کامل، و نعمت خود را بر شما تمام نمودم و اسلام را برای شما به عنوان آیینی (استوار و پایدار) پذیرفتم، پس اگر کسی در حال قحطی و گرسنگی شدید بدون تمایل به گناه (به خوردن بعضی از آن حرام‌ها) ناچار شود، خداوند بسیار آمرزنده و مهربان است.

### گوشت خوک
مصرف گوشت خوک و محصولات ناشی از آن در اسلام شدیداً نهی شده است. منشأ این باور در ۱۷۳ سوره بقره:
به تحقیق، خدا حرام گردانید بر شما مردار و خون و گوشت خوک را و آنچه را که به اسم غیر خدا کشته باشند، پس هر کس که به خوردن آن‌ها محتاج و مضطر شود در صورتی که به آن تمایل نداشته و (از اندازه رمق) تجاوز نکند گناهی بر او نخواهد بود (که به قدر احتیاج صرف کند که) محققا خدا آمرزنده و مهربان است.
- گوشت حیوان مرده به مرگ طبیعی یا تصادفی.
- خون[۷]
- گوشت خوک و چربی گرفته شده از آن[۸]
- گوشت حیوانات و پرندگان که به هنگام قربانی، نام غیرخدا بر آن‌ها برده می‌شود.[۹]
- نوشیدنی‌های مست‌کننده[۱۰]